# 1878 у залізничному транспорті
1878 у залізничному транспорті
Шаблон:Роки на залізниці
Шаблон:Навігація по року

## Події
- 27 лютого новою лінією Перм—Єкатеринбург пройшов перший робочий поїзд.
- 1 жовтня відкрито регулярний рух по Уральській гірничнозаводській залізниці[ru].
- 1 грудня відбулося відкриття Донецької кам'яновугільної залізниці.

## Новий рухомий склад
- У США компанія Lima Machine Works[en] випустила свій перший паровоз системи Шея.
- У Російській імперія освоєно випуск паровозів серії Ч.